# Bush Doctor
Albums par
Bush Doctor est un album de Peter Tosh paru en 1978.
On note l'apparition de deux membres des Rolling Stones : Mick Jagger au chant sur le 1er titre, et Keith Richards à la guitare sur plusieurs morceaux.

## Liste des chansons
1. Don't Look Back
2. Pick Myself Up
3. I'm The Toughest
4. Soon Come
5. "Moses" The Prophet
6. Bush Doctor
7. Stand Firm
8. Dem Ha Fe Get A Beatin'
9. Creation

- Réédité en 2002 avec les bonus tracks suivants :

1. Lesson In My Life (outtake)
2. Soon Came (long Version longue)
3. I'm The Toughest (Version longue)
4. Bush Doctor (Version longue)
5. (you Gotta Walk) Don't Look Back (version)
6. Tough Rock Soft Stones (inédit)